# Gloverall
Gloverall (« glove », gant et « overall », salopette) est une entreprise britannique, spécialisée dans la confection de manteaux d'esprit militaire et marins. Elle a été fondée en 1951 par Harold et Freda Morris à Londres. Connue pour ses duffle-coats dès les années 1950, elle est devenue une icône du style vestimentaire dans les années 1960.